# Un borghese piccolo piccolo (film)
Un borghese piccolo piccolo è un film del 1977 diretto da Mario Monicelli, tratto dall'omonimo romanzo di Vincenzo Cerami, pubblicato nel 1976.
Ritenuto tra i migliori film di Monicelli, fu presentato in concorso al 30º Festival di Cannes e si aggiudicò 3 David di Donatello e 4 Nastri d'argento. È considerato da taluni critici cinematografici il film che segna la fine del filone della commedia all'italiana: «una pietra tombale sulla commedia all'italiana», «una commedia incarognita dal fatto di dover fare i conti con tempi in cui è sempre più difficile vivere». È stato in seguito inserito, come opera rappresentativa, nella lista dei 100 film italiani da salvare.
Alberto Sordi dichiarò di aver avuto difficoltà a recitare con Shelley Winters, la quale, provenendo dall'Actors Studio, aveva bisogno di prepararsi a lungo per entrare nel personaggio.

## Trama
Giovanni Vivaldi è un modesto impiegato ministeriale sulla soglia della pensione. La sua vita si divide tra il lavoro e la famiglia. Con la moglie, Amalia, conta in un pronto inserimento nel mondo del lavoro per il loro unico figlio Mario, neo-diplomato ragioniere, un giovane non molto brillante nel quale permane una certa ingenuità e fiducia nel prossimo, pur seguendo la morale paterna piccolo borghese.

L'iniziazione massonica

Giovanni nell'intento si umilia nei confronti dei suoi superiori e pur essendo un convinto cattolico, si iscrive a una loggia massonica onde acquisire amicizie e favoritismi, ottenendo anticipatamente la traccia della prova scritta del bando di concorso ministeriale. La mattina dell'esame padre e figlio si recano insieme all'aula per la prova, ma rimangono coinvolti nella sparatoria di una rapina in banca, durante la quale il giovane Mario viene colpito mortalmente.

La morte di Mario

L'evento tragico e le sofferenze che ne conseguono stravolgono la vita, le convinzioni e la morale dei coniugi Vivaldi: Amalia viene colpita da malore, rimanendo afona e gravemente invalida; Giovanni, accecato dal dolore e dall'odio, si getta in un'impresa solitaria che lo porta a riconoscere l'assassino del figlio in un confronto all'americana senza però ufficializzarlo alla polizia, poiché teme una condanna troppo lieve.
Pedinatolo, Giovanni stordisce il malvivente con il cric della sua Autobianchi Giardiniera e lo sequestra tenendolo legato a una sedia nel capanno di campagna dove Vivaldi era solito andare a pesca. Giovanni sevizia ferocemente il giovane e assiste alla sua agonia che culmina nel trapasso dell'assassino, imprecando in un misto di rabbia e disperazione perché la sua morte, cui ha fatto assistere anche la moglie, è giunta troppo presto.
Il giorno della sospirata pensione, celebrata tra l'ipocrisia e l'indifferenza dei colleghi, Amalia muore e Vivaldi si prepara a una vecchiaia con amara rassegnazione. Un casuale scontro verbale con un giovane sfaccendato gli fa rivivere quel ruolo di carnefice che lo ha già portato, e che probabilmente lo riporterà, a compiere giustizia da solo.

## Accoglienza

### Critica

Giovanni Vivaldi e la sua "vittima"

Un borghese piccolo piccolo segna una sorta di resa, di sconfitta. Monicelli comprende che ridere dei vizi degli italiani, ridicolizzarli e sbeffeggiarli, sarebbe equivalso a una manifestazione di fiducia, a un atto d'amore e a una speranza sincera nelle loro capacità umane. Dinanzi alla trasformazione della società, rappresentata dalla trasformazione subita da Giovanni Vivaldi, il regista però getta la spugna e afferma l'«irrappresentabilità degli italiani, per perdita irreversibile di tutti i caratteri positivi». In sostanza, non c'è più nulla da sperare, da credere, da ridere. Questo giudizio, insieme al caustico anticlericalismo del regista, è ben rappresentato dalla scena della omelia funebre del prete, nel corso del funerale della moglie del protagonista, ove egli, considerandosi "costretto" a conoscere tutte le miserie umane, afferma che l'unico giudizio possibile è un decreto di morte per l'intera umanità.
Riguardo al film, una parte della critica definirà Monicelli «un regista particolarmente abile nel cogliere gli umori segreti e i lugubri rintocchi di una drammatica vicenda dei nostri giorni».
Il film segna anche una grande interpretazione di Alberto Sordi e un punto di svolta per la carriera cinematografica dell'attore romano, che per la prima volta scinde il comico dal tragico. Da questo momento in poi, infatti, si atrofizza la qualità delle sue interpretazioni ispirate alla società italiana, a riprova del fatto che la commedia all'italiana muore anche per l'esaurirsi dei suoi interpreti e delle sue maschere, alle quali era intimamente legata.
È nel contesto storico-politico generale degli anni settanta che Mario Monicelli, confermando la profonda vena politica che permea tutto il suo cinema, abbandona la satira sociale della commedia all'italiana e confeziona un puro film drammatico, attingendo dai problemi della società italiana di quel periodo. Per certi aspetti si potrebbe definire Un borghese piccolo piccolo come l'atto conclusivo della commedia che a partire dalla metà degli anni settanta aveva già intrapreso la sua parabola discendente.

## Riconoscimenti
- 1977 – Festival di Cannes
  - Candidatura alla Palma d'oro a Mario Monicelli
- 1977 – David di Donatello
  - Miglior film
  - Miglior regista a Mario Monicelli
  - Miglior attore protagonista ad Alberto Sordi
  - David speciale a Vincenzo Crocitti
  - David speciale a Shelley Winters

- 1977 – Nastro d'argento
  - Migliore sceneggiatura a Sergio Amidei e Mario Monicelli
  - Miglior attore protagonista ad Alberto Sordi
  - Migliore attore non protagonista a Romolo Valli
  - Migliore attore esordiente a Vincenzo Crocitti
  - Candidatura al regista del miglior film a Mario Monicelli
- 1979 – Efebo d'oro
  - Efebo d'oro a Mario Monicelli
- 1990 – Premio Flaiano
  - Premio per la sceneggiatura a Vincenzo Cerami